# Wilhelm Weimar
Johann Wilhelm Weimar (* 3. Dezember 1857 in Wertheim; † 25. Juni 1917 in Hamburg) war ein deutscher Museumswissenschaftler, Zeichner, Typograf und Fotograf.

## Leben und Wirken im Museum

Innenansicht der alten Hammer Kirche, Foto von Wilhelm Weimar um 1899

Wilhelm Weimar wurde in Wertheim geboren, wo er bis Ostern 1872 ein Gymnasium besuchte. Begleitend zu einer Berufsausbildung zum Graveur in Pforzheim erhielt er an der dortigen Kunstgewerbeschule eine vierjährige Ausbildung im Zeichnen und Modellieren. Bis August 1879 besuchte Weimar für drei Jahre die Kunstgewerbeschule Karlsruhe und arbeitete anschließend als Zeichner für die fürstlich fürstenbergische Bauinspektion in Donaueschingen. Von Anfang 1881 bis zum Sommer 1882 ging er nach Karlsruhe, wo er eine Stelle im Atelier von Karl Hammer erhielt. Ab Juni 1882 zeichnete Weimar für die Bichweiler'sche Kunstgewerbliche Anstalt in Hamburg.
Justus Brinckmann, Gründungsdirektor des Museums für Kunst und Gewerbe in Hamburg, stellte Weimar 1883 als zeichnerische Hilfskraft im Museum an. 1888 erhielt er eine feste, für ihn neu geschaffene Stelle als „wissenschaftlicher Assistent II. Klasse“ und erster und bis 1894 einziger Mitarbeiter Brinckmanns. Im Museum katalogisierte Weimar die vorhandenen Kunsthandwerke. Außerdem schuf er selbst kunstgewerbliche Gegenstände, kalligrafische Diplome, Urkunden und Schriften. Die Schriftgießerei Genzsch & Heyse druckte postum Weimars Alphabete Alte Schwabacher, Leibniz-Fraktur und die Hamburger Druckschrift. Diese erschienen 1917 in der Zeitschrift Die Heimat.
Wilhelm Weimar starb im Juni 1917. Für Justus Brinckmann war es Weimars Verdienst, dass „das Museum zu einem gewissen Ansehen unter seinesgleichen“ gekommen sei. Das hatte er an die Oberschulbehörde geschrieben.

## Fotografie

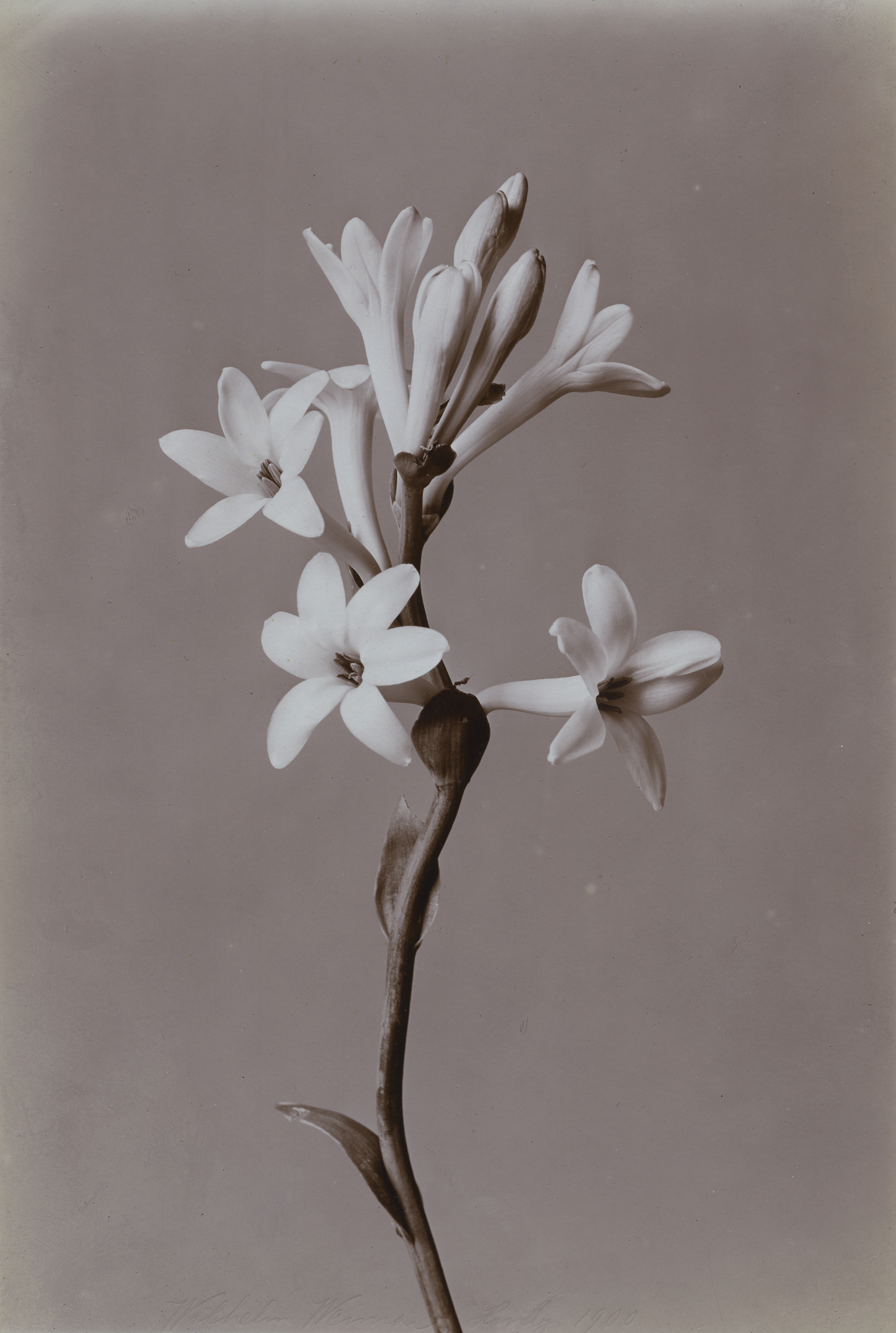
Tuberose von Wilhelm Weimar für das Herbarium

Seit 1883 malte Weimar hunderte Ausstellungsgegenstände des Museums. Diese fanden 1894 Verwendung im ersten Führer durch das Museum durch das Hamburgische Museum für Kunst und Gewerbe. Ab den 1890er Jahren wendete er auch typografische Verfahren an, die es ihm ermöglichten, Zeitschriften und Büchern mit Fotografien im Halbtonverfahren zu bebildern. Wenig später erstellte er in einem anderen Reproduktionsverfahren Sammlungen von Diapositiven. Er bildete sich zu einem exzellenten Fotografen fort. Um die Jahrhundertwende schuf er für das Museum ein fotografisches Herbarium, das 1901 erschien. Zwischen 1897 und 1917 entstand mit botanischem Kenntnisreichtum und Sinn für Schönheit und Komposition ein hochwertiges Bilderwerk aus Blüten, Zweigen und Blättern. Im Frühjahr 1915 widmete das Museum für Kunst und Gewerbe dieser Arbeit eine eigene Ausstellung.
Später wendete Weimar das 1904 erfundene Autochromverfahren an, mit dem er Museumsgegenstände festhielt. Er beschäftigte sich intensiv theoretisch und praktisch mit technisch-handwerklichen Neuheiten. Hierüber verfasste er Aufträge und referierte oftmals im Hamburger Museum.

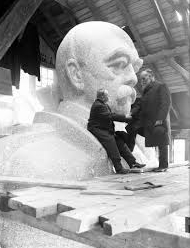
Bau des Bismarck-Denkmals um 1906

Gemeinsam mit Brinckmann entwickelte Weimar eine besondere Form der Inventarisierung Hamburger Denkmäler. Neu war, dass nicht mehr die Beschreibung der Objekte im Mittelpunkt stand, sondern deren fotografische Abbildung. Zudem stand nach Brinckmanns Vorgabe nicht mehr die Erfassung der Innenstadt im Zentrum des Denkmalkonzepts, sondern die in ihrer Bausubstanz viel gefährdetere Umgebung Hamburgs. Dort fielen in jener Zeit nicht selten uralte, reetgedeckte Gebäude mit wertvollem Inventar dem Feuer zum Opfer. Weimar schuf zahlreiche Fotoserien von Vier- und Marschländer Häusern und Kirchen, die er präzise katalogisierte. So dokumentierte er den Bau des 1906 eingeweihten Bismarck-Denkmals und 1900 die Hauptkirche Sankt Michaelis, die 1906 abbrannte. Weimars Aufnahmen wurden als Grundlage für Entwürfe für einen Neubau des Bauwerks herangezogen.
Bis 1912 beschriftete Weimar über 1200 Fotoplatten mit Ort und Datum der Entstehung, mit Uhrzeit, Blende und Belichtungszeit. Zudem sammelte er systematisch Daguerreotypien. Damit dürfte das Museum für Kunst und Gewerbe seinerzeit eine der wertvollsten Fotosammlungen der Welt beherbergt haben. Der größte Teil der Originalabzüge seiner Aufnahmen wird heute im Museum für Hamburgische Geschichte verwahrt. Wilhelm Weimar war Mitglied im Hamburger Künstlerverein von 1832.

### Die Daguerreotypie in Hamburg 1839–1860
Weimar dokumentierte als einer der Ersten die Anfänge der Fotografie anhand der Geschichte fotografischer Ateliers und ihrer Betreiber – vornehmlich in Hamburg. Weimar hatte im Oktober und November 1900 im Auftrag der Oberschulbehörde anhand von Lichtbildern und einer kleinen Ausstellung in öffentlicher Vorlesung zum Thema „Die Photographie im Dienste der Industrie, des Kunstgewerbes und der Architektur“ referiert. In diesem Zusammenhang, so schrieb er im Vorwort, „war es notwendig, auf die geschichtlichen Überlieferungen einzugehen und in erster Linie der Inkunabeln der Lichtbildkunst, der »Daguerreotypen« zu gedenken, …“ Erste öffentliche Auftritte zu diesem Thema absolvierte Weimar vor dem Verein für Hamburgische Geschichte, dem Architekten- und Ingenieurverein und Naturwissenschaftlichen Verein in Hamburg im Februar 1911, über deren wichtigsten Aussagen sogar in der Altonaer Presse berichtet wurde. Infolge wurde sein Vorhaben durch Überlassung zahlreicher Daguerreotypien aus Privatbesitz kräftig unterstützt, wie Weimar im Vorwort der Die Daguerreotypie in Hamburg 1839–1860 schrieb. Diese Arbeit wurde 1915 im 1. Beiheft des Jahrbuchs der Hamburgischen Wissenschaftlichen Anstalten für 1914, 32. Jahrgang mit über 70 Seiten Text und über 40 Seiten Abbildungen veröffentlicht. Weimar stellte u. a. die Daguerreotypisten Hermann Biow, Carl Ferdinand Stelzner in Biografien vor. Innerhalb des Kapitels „Über die Daguerreotypie in Hamburg“ zeichnete Weimar das Nichtzustandekommen des Verkaufs von den Daguerreotypien der Hamburger Brandruinen von Hermann Biow an den Verein für Hamburgische Geschichte nach. Der Mittelteil enthält eine alphabetische Aufstellung von Daguerreotypisten und dem Datum ihrer ersten Anzeige in den Hamburger Nachrichten, worin er den Beginn und Nachweis einer Tätigkeit annahm. Das Werk gilt bis heute als Pionierarbeit und Standardwerk. Mit Ausnahme von Wilhelm Dosts Die Daguerreotypie in Berlin 1839–1860, die 1922 erschien, fand Weimar keine Nachahmer.
Aufgrund dieser Arbeit verfügt das Museum für Kunst und Gewerbe über eine sehr umfangreiche Sammlung von über 600 Daguerreotypien.

## Werke
- Die Daguerreotypie in Hamburg 1839–1860. Ein Beitrag zur Geschichte der Photographie. In: Jahrbuch der Hamburgischen Wissenschaftlichen Anstalten (= Beihefte. Band 1). Band 32. Otto Meissners Verlag, Hamburg 1914.[11][12][13]
- Bildtafeln zu der Abhandlung Die Daguerreotypie in Hamburg 1839–1860. Hartung, Hamburg 1916, 8 Seiten, 49 Tafeln
- Die Daguerreotypie und ihre Ausübung in Hamburg. In: Verhandlungen des Naturwissenschaftlichen Vereins in Hamburg. 1911. Band 19, 1912, S. 67 (biodiversitylibrary.org).
- Über verschiedene Ursachen des häufigen Mißlingens photographischer Aufnahmen auf Reisen und deren Abhilfe. Vortrag am 11. Mai. In: Verhandlungen des Naturwissenschaftlichen Vereins in Hamburg 1904. 3. Folge XII, 1905, S. LXIV.
- Die photomechanischen Vervielfältigungsverfahren und das Zeichnen für Vervielfältigungszwecke. Vortrag am 22. Februar. In: Verhandlungen des Naturwissenschaftlichen Vereins in Hamburg 1905. 3. Folge XIII, 1906, S. XLVI.
- Über Landschaftsaufnahmen mit Vorführung von Lichtbildern nach Waldmotiven aus Thüringen (Oberhof). Vortrag am 22. März. In: Verhandlungen des Naturwissenschaftlichen Vereins in Hamburg 1905. 3. Folge XIII, 1906, S. LI.
- Über photographische Aufnahmen mit dem Objektiv-Doppelkreuzvorschieber. Sitzung am 7. März. In: Verhandlungen des Naturwissenschaftlichen Vereins in Hamburg 1906. 3. Folge XIV, 1907, S. LVIII.
- Über die Aufnahmen der Stadt vom Baugerüst des Bismarckdenkmals aus. Vortrag am 7. März. In: Verhandlungen des Naturwissenschaftlichen Vereins in Hamburg 1906. 3. Folge XIV, 1907, S. LIX.
- Über photographische Aufnahmen von Pflanzen und Blättern mit durchfallendem Tageslicht; Silhouetten von Blättern, blühenden Pflanzen und Porträts. Sitzung am 27. November. In: Verhandlungen des Naturwissenschaftlichen Vereins in Hamburg 1907. 3. Folge XV, 1908, S. LXXXIX–XCI.
- Kamera-Aufnahmen kunstgewerblicher Gegenstände. In: Deutscher Kamera-Almanach. 2. Jg., Berlin 1906, S. 184–195
- Monumental-Schriften vergangener Jahrhunderte von ca 1100 bis 1812 an Stein-Bronze- und Holzplatten. Gerlach & Schenk, Wien 1898